# Бирмингемский монетный двор

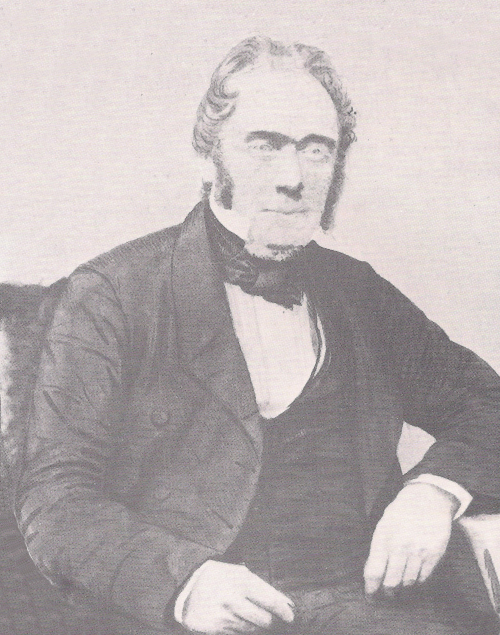
Ральф Хитон II (1794–1862)

Бирмингемский монетный двор (англ. Birmingham Mint), ранее Монетный двор Хитона (англ. Heaton's Mint) или Хитон и сыновья (англ. Heaton and Sons) — частный монетный двор Великобритании, основан английским промышленником Ральфом Хитоном II на базе металлообрабатывающего завода в Бирмингеме. С 1850 по 2003 год компания чеканила монеты, токены и жетоны для Великобритании, ее колоний и многих зарубежных стран, включая Францию, Россию, Италию, Китай, являясь одним из крупнейших частных монетных дворов. 

## История

### IX век
В 1794 году инженер и бизнесмен Ральф Хитон (1755-1832) основал в Бирмингеме литейный завод по выплавке латуни и изготовлению из нее разнообразных изделий. Это было время промышленной революции и Хитон приобрел репутацию способного изобретателя, который работал над совершенствованием инструментов и станков, используемых в металлообработке. В 1794 году у него родился четвертый сын, которого также назвали Ральф (1794–1862). 
В 1817 году Ральф Хитон II открыл в помещении завода, ранее принадлежащего отцу, новую компанию. Как и его отец, Хитон II сосредоточился в основном на производстве латунных деталей и изделий, в частности фитингов для газового освещения. В 1847 году компания была переименована в Ralph Heaton and Son, когда к отцу присоединился его сын Ральф III. Несколько лет спустя, в 1853 году, компания стала называться Heaton and Sons, с приходом в нее другого сына - Джорджа. Это название сохранялось до 1889 года.
1 апреля 1850 года был объявлен аукцион по продаже активов и оборудования недавно закрытого Монетного двора Сохо, который находился неподалеку в городке Хэндсворт. На продажу были выставлены токарные и фрезерные станки, штампы и, что самое важное, монетные прессы аналогичные тем, которые использовались на Королевском монетном дворе в Лондоне. Имея опыт в процессе штамповки и отметив отсутствие какой-либо конкуренции, Хитон принял решение приобрести необходимое оборудование в надежде перехватить контракты, оставшиеся после закрытия Монетного двора Сохо. Несколько недель спустя состоялся аукцион, на котором Хитон приобрел четыре паровых винтовых пресса и шесть прессов для изготовления заготовок из листового металла, которые он установил на своем заводе. Теперь, имея станки, необходимые для начала чеканки монет, требовалось только разрешение правительства. В отличие от государственного Королевского монетного двора, которому, как правило, запрещалось чеканить монеты для иностранных держав, частным монетным дворам могла быть выдана специальная лицензия. Благодаря хорошей репутации Хитона, разрешение было получено и новое предприятие начало работу.
Уже в 1850 году Хитон получил заказ на изготовление торговых токенов для Австралии. А в следующем году новый монетный двор начал чеканку большой партии медных монет для Чили. На них впервые была выгравирован знак монетного двора - литера "H". Эти крупные заказы, а также запрос от правительства Франции на помощь в переоборудовании монетного двора в Марселе, позволили Хитону закупить новые станки и для своего производства. 
В 1853 году Королевский монетный двор не справляясь со все возрастающей потребностью растущей империи в монетах и отдавая предпочтение производству более выгодных золотых и серебряных монет, начал передавать контракты на изготовление медных новому монетному двору Хитона. Ему было поручено отчеканить 500 тонн медных монет в период с августа 1853 года по август 1855 года, а в 1856 году за этим контрактом последовали другие. На пике производства винтовые прессы, созданные Болтоном, чеканили до 110 тысяч монет в день. На этих монетах подпись Бирмингемского монетного двора не ставилась.

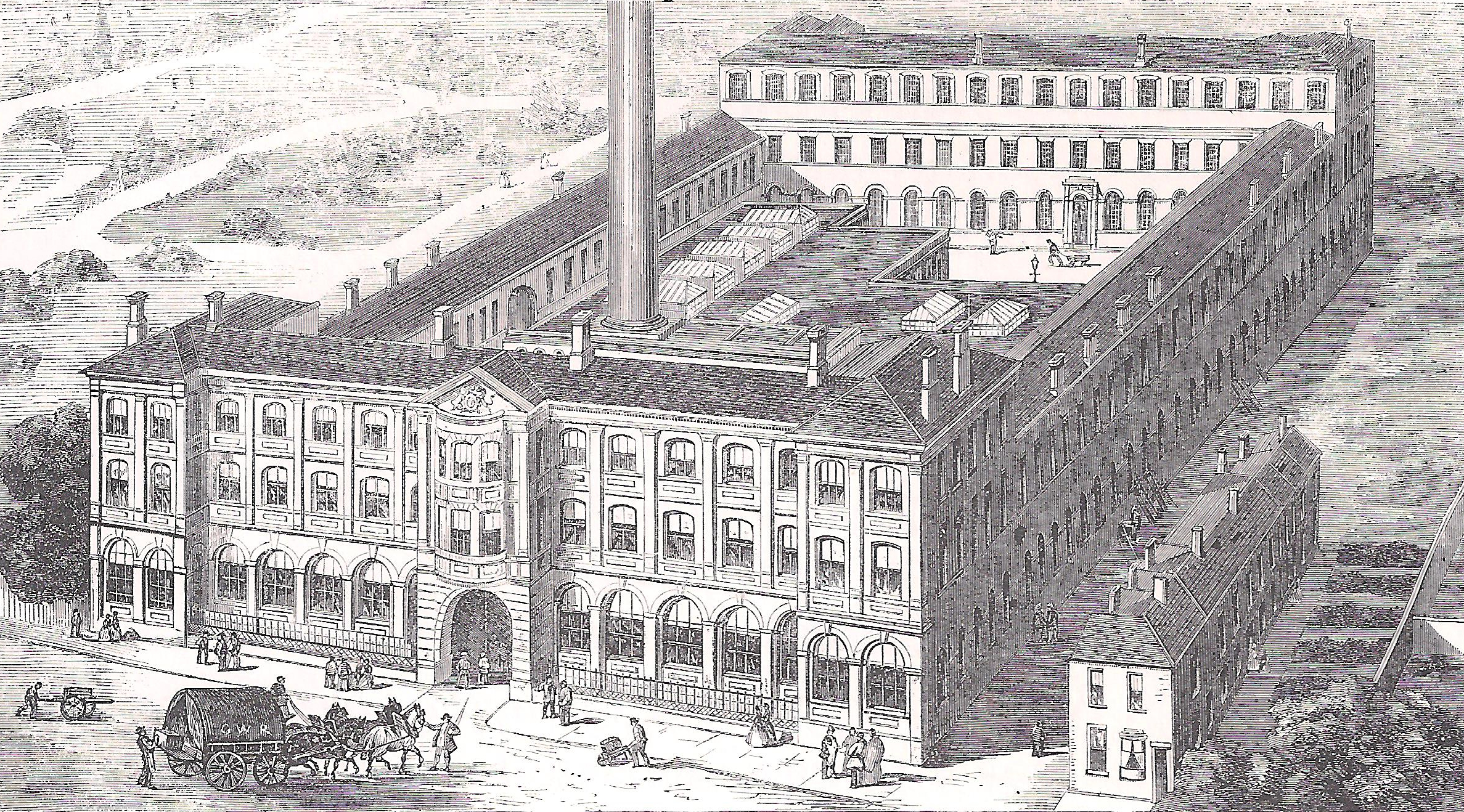
Новое здание монетного двора в 1862 году.

Поскольку заказы из-за рубежа продолжали расти, особенно заказы для Британской Индии, монетный двор приобрел новый рычажный пресс и дополнительное оборудование. Старое помещение стало тесным для развивающегося производства и в 1860 году Хитон приобрел участок площадью 1 акр на улице Икнилд и построил трехэтажную фабрику из красного кирпича, которая открылась два года спустя. В новом здании разместились одиннадцать винтовых и один рычажный пресс, здесь работало 300 человек, так что на тот момент это был крупнейший в мире частный монетный двор.
После смерти Хитона II в 1862 году компания перешла к его старшему сыну, Ральфу Хитону III (1827-1891), который проработал вместе с отцом более двадцати лет и хорошо разбирался в деле чеканки монет. Примерно в это же время монетный двор начал поэтапный отказ от громоздких шумных винтовых прессов в пользу более современных рычажных, которые могли производить более качественную чеканку и с большей скоростью. Эти рычажные прессы, были разработаны в собственных мастерских монетного двора, что открыло возможности поставок оборудования для чеканки в зарубежные страны. В 1882 году Хитон вывел из эксплуатации последний винтовой пресс из купленных у Болтона, который все еще был в рабочем состоянии. Параллельно с изготовлением монет и выпуском монетных заготовок, предназначенных для их чеканки, компания начала производить боеприпасы, газовые приборы, декоративные элементы, сантехнические принадлежности, трубы и провода.
В 1887 году к монетному двору Бирмингема обратились представители китайского правительства, с просьбой о помощи в строительстве и эксплуатации нового модернизированного монетного двора в Кантоне. Новый монетный двор Кантона открылся в 1889 году и был оснащен 90 рычажными чеканочными прессами, импортированными из Бирмингема. Благодаря возможности производить 2,7 миллиона монет в день, он был крупнейшим монетным двором в мире.
В 1889 году, незадолго до своей смерти Ральф III преобразовал семейный бизнес в публичную компанию с ограниченной ответственностью, компания стала называться The Mint, Birmingham, Limited (Бирмингемский монетный двор).
В период с 1896 по 1898 год Бирмингемский монетный двор чеканил все медные монеты, находившиеся в обращении в России, что составляло более 110 миллионов монет в год. На этих монетах достоинством в 1, 2, 3 и 5 копеек не ставилась литера "H" - знак Бирмингемского монетного двора, а вместо этого указывалось "С.П.Б.".

### XX век
Во время Первой мировой войны Монетный двор производил латунные полосы и медные трубки для боеприпасов. В 1923 году почти монопольное положение Бирмингемского монетного двора как поставщика монет в зарубежные страны было утрачено, поскольку Королевскому монетному двору было дано разрешение на поставки своей продукции на мировой рынок. 
В 1935 году, во время Великой депрессии прибыль компании упала, и в мае Монетный двор был изъят из рук семьи Хитон. С этого времени производство монет стало небольшой частью общего бизнеса по производству листов и труб из цветных металлов, горячего и холодного проката. В 1940-1964 годах чеканка монет составляла только 10-20% от общего оборота компании.
Вторая мировая война снова потребовала большого количества латунного проката, медных трубок для боеприпасов и алюминиево-латунных цилиндровых накладок для двигателей самолетов Rolls-Royce. Повреждения от бомбежек и последствия непрерывного производства во время войны привели к тому, что фабрика нуждалась в восстановлении и реконструкции. 
В 1949 году монетный двор получил большой заказ на чеканку талера Марии Терезии, серебряного «торгового доллара», широко использовавшегося в Эфиопии и на Ближнем Востоке и ранее чеканившегося Венским монетным двором, а позднее — Римским монетным двором. Дополнительные эмиссии проводились также в 1953, 1954 и 1955 годах.

### XXI век
В 2000 году Birmingham Mint Ltd получила свой самый большой единовременный заказ на поставку немецким монетным дворам заготовок для монет номиналом 1 и 2 евро. Сумма заказа превышала 45 миллионов фунтов стерлингов. Несмотря на неплохие финансовые показатели, возникший в 2002 году юридический и финансовый спор с Королевским монетным двором, по поводу зарубежных контрактов, привел к закрытию фирмы в 2003 году.

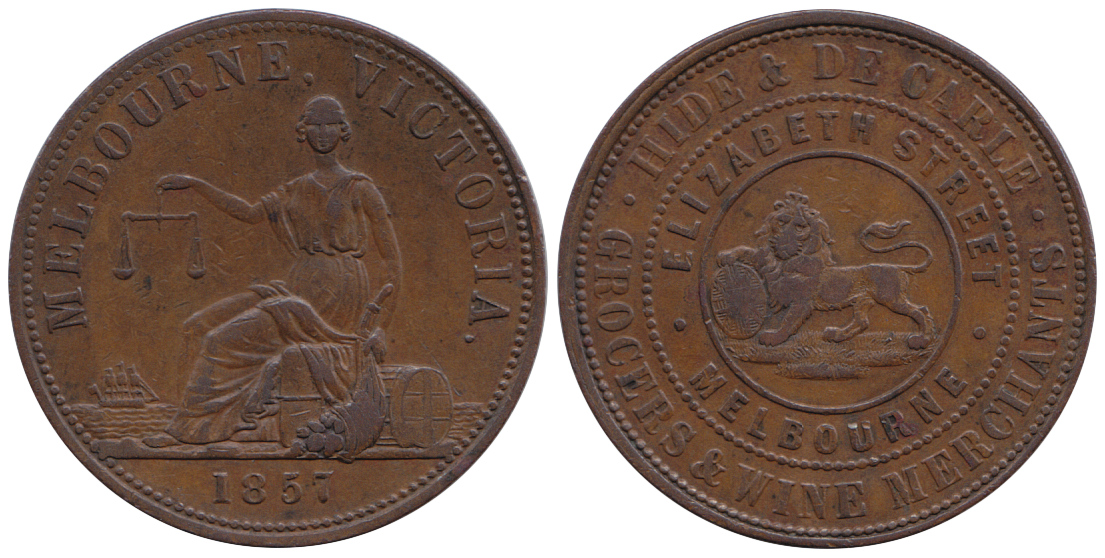
Токен 1 пенни 1757 года, Австралия.
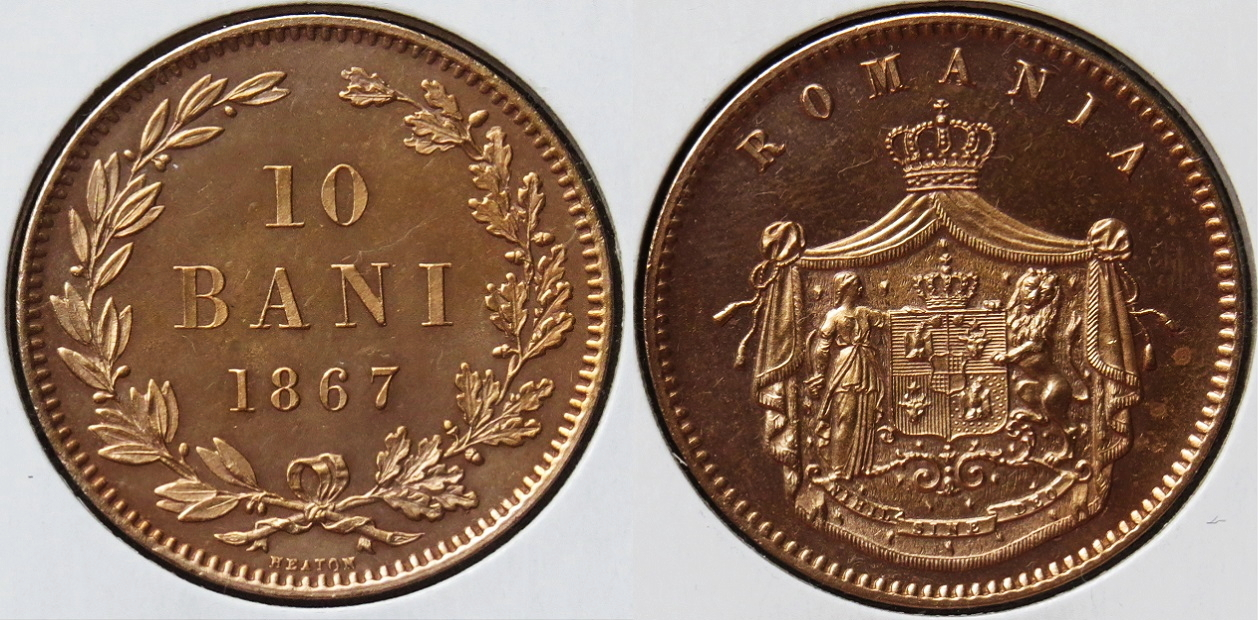
10 баней 1867, Румыния.
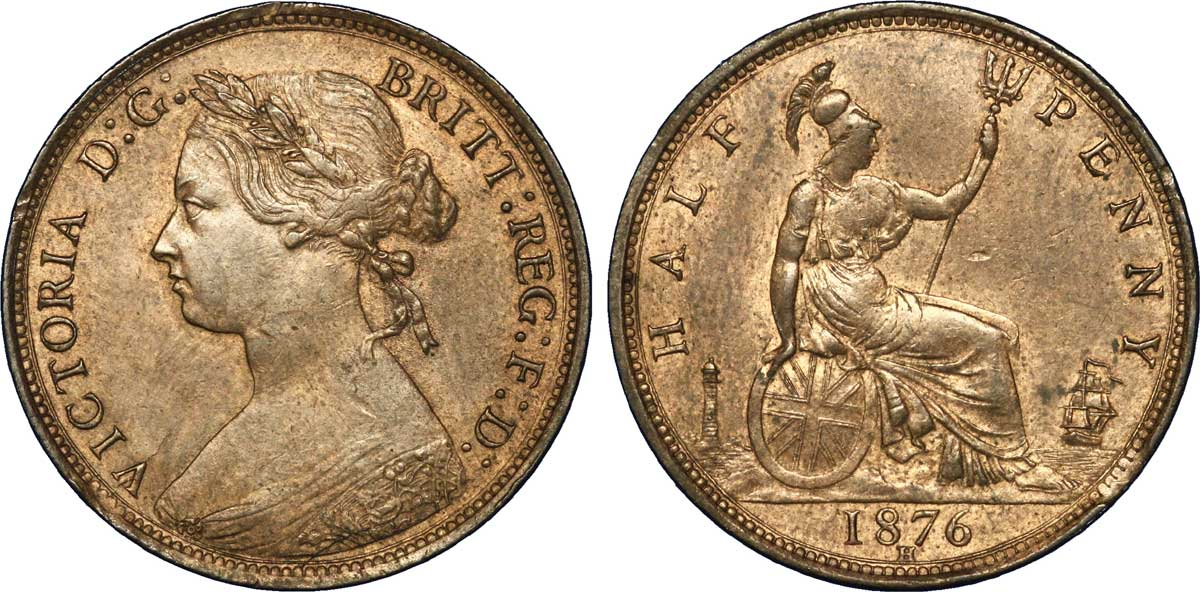
Полпенни 1872 года, Великобритания